# خط طول 159° غرب
خط طول 159° غرب هو أحد خطوط الطول الجغرافية، والتي تمتد من القطب الشمالي الجغرافي إلى القطب الجنوبي الجغرافي، وحسب التحويل الزمني يتأخر خط طول 159° غرب عن خط غرينتش بـ10 ساعة و36 دقيقة.

## من القطب إلى القطب
ينطلق خط طول 159° غرب من القطب الشمالي نحو القطب الجنوبي مرورا بالمناطق التي ترد في الجدول التالي:
| الإحداثيات                           | البلد أو الإقليم أو البحر | ملاحظات |
| ------------------------------------ | ------------------------- | --- |
| 90°0′N 159°0′W / 90.000°N 159.000°W  | المحيط المتجمد الشمالي    | |
| 71°31′N 159°0′W / 71.517°N 159.000°W | بحر تشوكشي                | |
| 70°53′N 159°0′W / 70.883°N 159.000°W | الولايات المتحدة          | ألاسكا — Point Franklin |
| 70°52′N 159°0′W / 70.867°N 159.000°W | بحر تشوكشي                | Peard Bay |
| 70°48′N 159°0′W / 70.800°N 159.000°W | الولايات المتحدة          | ألاسكا |
| 58°25′N 159°0′W / 58.417°N 159.000°W | بحر بيرنغ                 | Bristol Bay |
| 56°50′N 159°0′W / 56.833°N 159.000°W | الولايات المتحدة          | ألاسكا — شبه جزيرة ألاسكا |
| 55°53′N 159°0′W / 55.883°N 159.000°W | المحيط الهادئ             | مرورا بشرق Chiachi Island, ألاسكا, الولايات المتحدة (في 55°50′N 159°5′W / 55.833°N 159.083°W) · مرورا بغرب Mitrofania Island, ألاسكا, الولايات المتحدة (في 55°49′N 158°53′W / 55.817°N 158.883°W) · مرورا بشرق Simeonof Island, ألاسكا, الولايات المتحدة (في 54°55′N 159°11′W / 54.917°N 159.183°W) · مرورا بشرق كاواي island, هاواي, الولايات المتحدة (في 22°8′N 159°18′W / 22.133°N 159.300°W) · مرورا بغرب Manuae atoll, جزر كوك (في 19°15′S 158°57′W / 19.250°S 158.950°W) |
| 60°0′S 159°0′W / 60.000°S 159.000°W  | المحيط الجنوبي            | |
| 77°54′S 159°0′W / 77.900°S 159.000°W | القارة القطبية الجنوبية   | منطقة روس, المطالب الإقليمية بالقارة القطبية الجنوبية by نيوزيلندا |